# Jan Nooij
Johannes Martinus (Jan) Nooij (Nieuwer-Amstel, 16 januari 1888 – Amsterdam, 14 februari 1962) (de naam wordt meestal geschreven als Nooy) was een Nederlands acteur.

## Levensloop
Nooij richtte in 1910 het Amsterdams Volkstoneel op dat, na zijn ziekte in 1952, door zijn echtgenote Beppie Nooij sr. en later door dochter Beppie Nooij jr. werd voortgezet. Kassuccessen in die periode waren Rooie Sien en De Jantjes. In 1980 werd het gezelschap omgezet in Nooy's Volkstheater.
Nooij bewerkte en herschreef ook een groot aantal toneelstukken. Gezelschappen waarover hij de directie voerde waren het Hollandsch Toneelgezelschap (met Johannes Langenaken, 1915/16), het Amsterdams Toneelgezelschap en het Gezelschap Jan Nooij.
Jan Nooij was de vader van Beppie Nooij jr. en Riny Blaaser.